# Capilliporcellana
Capilliporcellana is een geslacht van kreeftachtigen uit de klasse van de Malacostraca (hogere kreeftachtigen).

## Soorten
- Capilliporcellana murakamii (Miyake, 1942)
- Capilliporcellana wolffi Haig, 1981